# Pedro Alcalde
Pedro Alcalde (Barcelona, 1959) es un compositor, director de orquesta, pianista y musicólogo español.

## Biografía
En su ciudad natal estudió piano, flauta, violín y composición. Se licenció en Filosofía en la Universidad de Barcelona en 1982, donde estudió con Emilio Lledó y José María Valverde. En 1984 obtuvo el título de Master of Arts en la Universidad de Columbia, Nueva York y en 1988 se doctoró en Musicología y Filosofía en la Universidad Libre de Berlín con una tesis sobre el Don Giovanni de Mozart, dirigida por Tibor Kneif.
En la Universidad de Música y Arte Dramático de Viena se especializó en Dirección de Orquesta como alumno de Karl Österreicher, obteniendo la más alta calificación. De 1990 a 1991 trabajó en la Ópera Estatal de Viena como asistente de Claudio Abbado, y segundo director en las producciones de Don Giovanni, Le nozze di Figaro y Wozzeck; posteriormente en el Festival de Pascua de Salzburgo en las de Otelo y Electra. En 1990 fue director Asistente de la Filarmónica de Viena y entre 1991 y 1996 de la Filarmónica de Berlín con Claudio Abbado. Desde entonces, su carrera ha combinado la composición y la dirección en las más importantes salas de conciertos y teatros de ópera de todo el mundo.
En 1998 dirigió el estreno de la coreografía de Nacho Duato para la Compañía Nacional de Danza (CND) del Romeo y Julieta de Prokófiev. Desde entonces y hasta 2010 ha trabajado como director de orquesta con la CND. Para el debut cinematográfico de John Malkovich, Pasos de baile, dirigió la música compuesta por Alberto Iglesias con la Orquesta Sinfónica de Madrid y solistas de la Filarmónica de Berlín. La película ganó el Premio Rota a la mejor banda sonora en el Festival de Cine de Venecia 2002. Dirigiendo la Orquesta Sinfónica de Barcelona (OBC) en el Festival Sónar de 2005, Alcalde colaboró con destacados artistas de la música electrónica como Richie Hawtin, DJ / rupture y el rapero y artista Doseone. Desde 2015, ha dirigido cada temporada actuaciones para el Staatsballett de Berlín en la Staatsoper de Berlín.
Como compositor, su carrera artística se ha dedicado principalmente a la música para las artes escénicas: danza, teatro, cine e instalaciones de sonido. Compuso Infinito para la compañía teatral La Fura dels Baus, una obra para orquesta y electrónica basada en el mito de Prometeo que se estrenó en el Teatro Romano de Mérida en 2005. En 2013, compuso la música para el 2º acto de la ópera multimedia El Somni de Franc Aleu y El Celler de Can Roca. Este trabajo interdisciplinario se presentó también como una exposición, un libro y una película. La película se estrenó en el 65º Festival Internacional de Cine de Berlín en 2014. En los últimos 20 años, el trabajo compositivo de Alcalde se ha centrado en la danza contemporánea. Su estrecha colaboración con el coreógrafo Nacho Duato lo ha llevado a componer, junto con Sergio Caballero hasta 2017, y en solitario desde entonces, numerosos ballets representados ampliamente en todo el mundo. El último para el Staatsballet de Berlín, Erde, con composiciones acústicas, electroacústicas y electrónicas, se estrenó en Komische Oper en Berlín en abril de 2017. Su tema explora los desafíos del Antropoceno. En 2019 se entrenó Douces/Julia para la Gauthier Dance Company en Stuttgart, Alemania y en 2022 Morgen; basado en un poema de Dorothy Parker y creado para la Compañía Nacional de Danza, en el Palacio de Festivales de Santander y en el Teatro Real de Madrid.
Ha dirigido numerosas orquestas destacando las de Madrid, Barcelona, Berlín, Frankfurt, Roma, Bolonia, Ferrara, Torino, Osaka o San Petersburgo, en una larga lista de salas de conciertos y teatros de ópera en todo el mundo, "dejando siempre una impronta en las obras que interpreta". Sus obras han sido interpretadas en importantes salas de conciertos y teatros de ópera como la Staatsoper de Berlín, el Teatro Real de Madrid, el Teatro del Châtelet de París, el Teatro Académico Estatal de Mossovet en Moscú, el New York City Center y el Gran Teatro del Liceo de Barcelona, entre muchos otros.
Alcalde es miembro fundador del Nonoprojekt de la Fondazione L'Unione Europea en Berlín, cuyo objetivo es inspirar a los jóvenes a reflexionar sobre la idea de libertad, democracia y tolerancia a través de programas musicales. Fue profesor invitado de Composición en la Escuela Superior de Música de Cataluña (ESMUC) de Barcelona en 2013 e impartió diversos cursos en la Escuela de las Artes de la Universidad Carlos III de Madrid entre 2009 y 2015. Desde 2019 da clases en el Máster de Arte Sonoro de la Facultad de Bellas Artes de la Universidad de Barcelona.

## Obras (selección)
Música
- Treblinka (18 Solo Viola Fragments for Yuval Gotlibovich, 2023)

Música para Danza
- Herrumbre (coreografía: Nacho Duato, Compañía Nacional de Danza CND, 2004,[11] Staatsballett Berlin, 2016[12] y Greek National Opera Ballet, 2019[13])
- Diecisiete (coreografía: Nacho Duato, CND, 2005)[14]
- Alas (coreografía: Nacho Duato, CND, 2006)[15]
- Hevel (coreografía: Nacho Duato, CND, 2007)[16]
- Cobalto (coreografía: Nacho Duato, CND, 2009)[17]
- Jardín infinito (coreografía: Nacho Duato, CND, 2010)[18][19]
- Rust (coreografía: Nacho Duato, Martha Graham Dance Company, 2013)[20]
- Depak Ine - escena final (coreografía: Nacho Duato, Martha Graham Dance Company, 2014)[21]
- Static Time (coreografía: Nacho Duato, Staatsballett Berlin, 2015)[22]
- Erde (coreografía: Nacho Duato, Staatsballett Berlin, 2017)[23]
- Douces/Julia (coreografía: Nacho Duato, Gauthier Dance, Dance Company Theaterhaus Stuttgart, 2019)[24]
- Morgen;  (coreografía: Nacho Duato, Compañía Nacional de Danza CND, 2022)[25]

Música para Teatro
- Infinito (La Fura dels Baus, 2005)

Música para Cine
- Circuit (2010)[26]
- La Distancia (2014)[27]
- Je te tiens (2019)[28][29]

Interacción Orquesta - Electrónica
- FM-2 con Pan Sonic: Vaihtovirta (Sónar 2004)
- PN-1 con Richie Hawtin: Mind Encode (Sónar 2005)
- PN-2 con Richie Hawtin: Circles (Sónar 2005)

Instalaciones Sonoras
- FM (Museo de Arte Contemporáneo de Barcelona MACBA, 2003)
- Immersion (Museo Marítimo de Barcelona, 2009)
- Limestone (Cueva del Salnitre, Macizo de Montserrat, Barcelona, 2009)
- Maragall´s Room (Palau Moja, Barcelona / Biblioteca Nacional de España, Madrid, 2011)
- El Somni - Acto 2 (Arts Santa Mònica, Barcelona, 2013)[30]
- Vall d'Hebron (Hospital Universitario Valle de Hebrón, Barcelona, 2018)[31]
- Paraíso (IN)habitado (Ayuntamiento de Madrid, Madrid, 2018)[32]
- L'Ange du Méridien (Sónar+D - CCCB, Barcelona, 2020)[33]